# 태핑

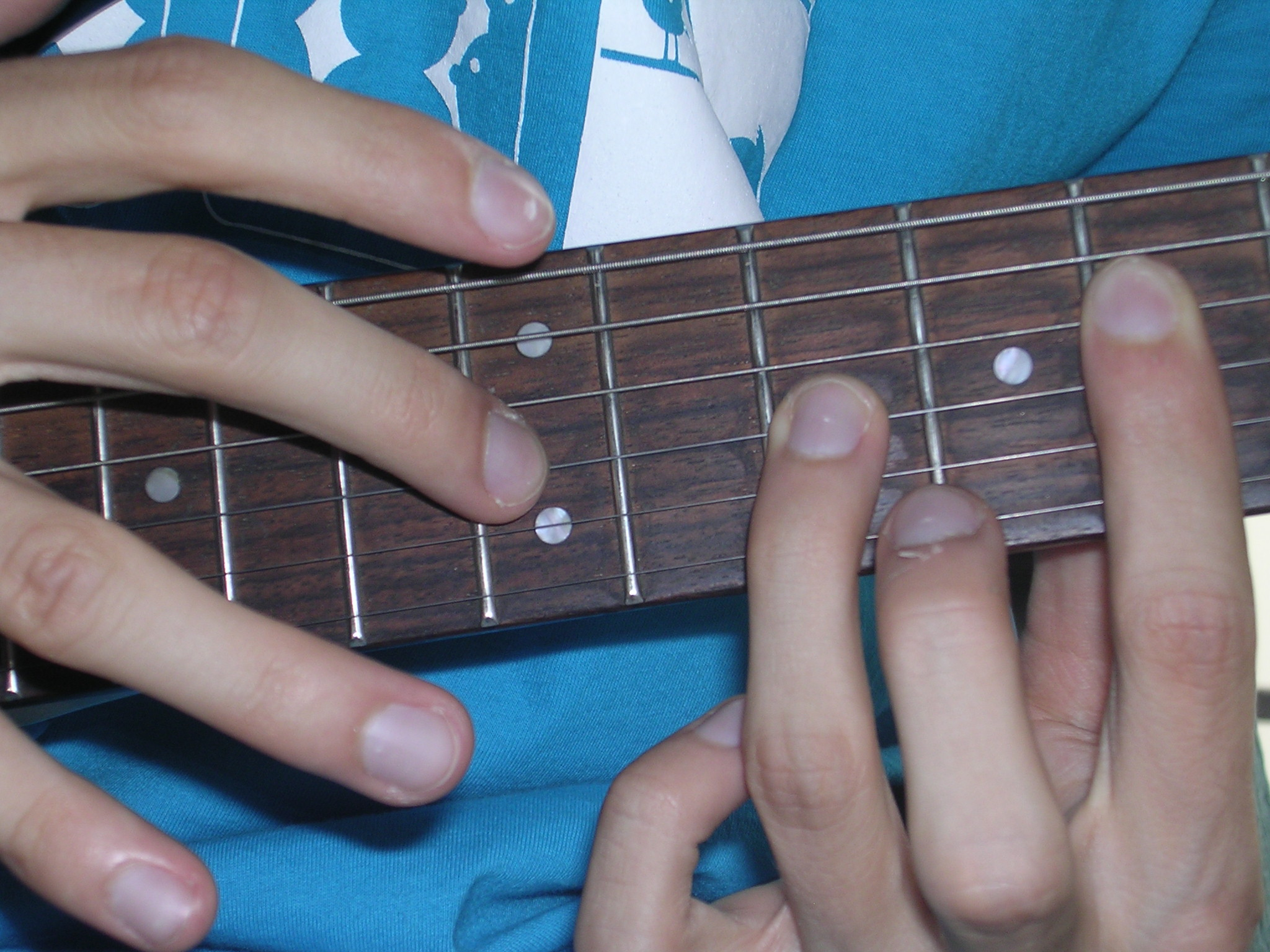
태핑

태핑(tapping)은 손가락으로 프렛보드로 현을 탭하여 누르는 기타 연주 기법의 하나이다. 태핑은 채프먼 스틱 등 일부 악기를 위해 고안된 주된 기법이며 Warr Guitar 등을 위한 대안이 되는 기법이기도 하다.
태핑은 풀오프(pull-off)나 해머온(hammer-on)을 통합한다.

## 역사
태핑은 수세기에 걸쳐 여러 형태로 존재해왔다. 니콜로 파가니니는 바이올린에 비슷한 기법을 사용하였다.
두손 태핑과 비슷하게 selpe 기법은 바을라마(Bağlama)라는 악기에서 터키의 민속 음악에 사용된다.

## 같이 보기
- 스티브 해킷
- 니콜로 파가니니
- 에디 반 헤일런